# Bacillariaceae
Famille
Synonymes
- Nitzschiaceae[2]

Les Bacillariaceae sont une famille de diatomées dans la division des Bacillariophyta, la seule de la famille dans l'ordre des Bacillariales.
Certaines espèces des genres comme Nitzchia sont trouvés dans les milieux halophiles. Par exemple, des espèces de Nitzchia ont été trouvées dans le Pan de Makgadikgadi, désert de sel inondé de manière saisonnière, dans le Botswana, ainsi qu'en France, dans l'estuaire de Seine.

## Étymologie
Le nom vient du genre type Bacillaria, dérivé du latin bacillum / bacillus, baguette, diminutif de bacullus / baculum, bâton, en référence à la forme de bâtonnet de cette algue unicellulaire.

## Liste des genres
Selon AlgaeBase (5 mars 2018) :
- Allonitzschia A.Mann
- Alveus I.Kaczmarska & G.A.Fryxell
- Bacillaria J.F.Gmelin
- Crucidenticula F.Akiba & Y.Yanagisawa
- Cylindrotheca Rabenhorst
- Cymatonitzschia R.Simonsen
- Cymbellonitzschia Hustedt
- Denticula Kützing
- Denticulopsis R.Simonsen
- Fragilariopsis Hustedt
- Giffenia F.E.Round & Basson
- Gomphonitzschia Grunow
- Gomphotheca N.I.Hendey & P.A.Sims
- Grunowia Rabenhorst
- Hantzschia Grunow
- Mediaria Sheshukova-Poretzkaya
- Neodenticula Akiba & Yanagisawa
- Nitzschia Hassall
- Ophidocampa Ehrenberg
- Perrya Kitton
- Psammodictyon D.G.Mann
- Pseudo-nitzschia H.Peragallo
- Simonsenia Lange-Bertalot
- Tryblionella W.Smith

Selon Catalogue of Life (5 mars 2018) :
- Bacillaria
- Cylindrotheca
- Cymbellonitzschia
- Denticula
- Fragilariopsis
- Hantzschia
- Neodenticula
- Nitzschia
- Pseudo-nitzschia
- Tryblionella

Selon ITIS (5 mars 2018) :
- Bacillaria Gmelin
- Cylindrotheca Rabenhorst
- Cymbellonitzschia Hustedt in Schmidt & al
- Denticula Kützing
- Denticulopsis Simonsen
- Fragilariopsis Hustedt in Schmidt & al.
- Gomphotheca Hendey & Sims
- Hantzschia Grunow
- Neodenticula Akiba & Yanagisawa
- Nitzschia Hassall
- Psammodictyon D.G. Mann in Round, R.M. Crawford & D.G. Mann
- Pseudo-nitzschia H. Peragallo in H. Peragallo & M. Peragallo
- Simonsenia Lange-Bertalot
- Tryblionella W. Smith

Selon NCBI (5 mars 2018) :
- Bacillaria
- Cylindrotheca
- Cymbellonitzschia
- Denticula
- Fragilariopsis Hustedt in Schmidt, 1913
- Hantzschia Grunow, 1877
- Neodenticula Akiba & Yanagisawa, 1986
- Nitzschia Hassall, 1845: 435
- Psammodictyon
- Pseudo-nitzschia H. Peragallo in H. & M. Peragallo, 1900: 263, 298
- Simonsenia
- Tryblionella W.Smith, 1853

Selon World Register of Marine Species (5 mars 2018) :
- Allonitzschia A. Mann, 1925
- Alveus I. Kaczmarska & G.A. Fryxell, 1996
- Bacillaria J.F. Gmelin, 1788
- Cylindrotheca L. Rabenhorst, 1859
- Cymatonitzschia R. Simonsen, 1974
- Cymbellonitzschia F. Hustedt in A. Schmidt & al., 1924
- Denticula F.T. Kützing, 1844
- Denticulopsis R. Simonsen, 1979
- Fragilariopsis F. Hustedt in A. Schmidt & al., 1913
- Gomphonitzschia A. Grunow, 1868
- Gomphotheca N.I. Hendey & P.A. Sims, 1982
- Hantzschia A. Grunow, 1877
- Neodenticula Akiba & Yanagisawa, 1986 †
- Nitschia
- Nitzschia A.H. Hassall, 1845
- Nitzschiella L. Rabenhorst, 1864
- Ophidocampa C.G. Ehrenberg, 1870
- Perrya F. Kitton, 1874 †
- Psammodictyon D.G. Mann in F.E. Round, R.M. Crawford & D.G. Mann, 1990
- Pseudo-nitzschia H. Peragallo in H. Peragallo & M. Peragallo, 1900
- Simonsenia H. Lange-Bertalot, 1979
- Tryblionella W. Smith, 1853